# Керигю
Керигю́ (фр. Quérigut) — коммуна во Франции, находится в регионе Юг — Пиренеи. Департамент коммуны — Арьеж. Административный центр кантона Керигю. Округ коммуны — Фуа.
Код INSEE коммуны — 09239.

## Население
Население коммуны на 2008 год составляло 139 человек.
| 1962 | 1968 | 1975 | 1982 | 1990 | 1999 | 2008 |
| ---- | ---- | ---- | ---- | ---- | ---- | ---- |
| 197  | 234  | 171  | 153  | 142  | 116  | 139  |

## Экономика
В 2007 году среди 80 человек в трудоспособном возрасте (15—64 лет) 49 были экономически активными, 31 — неактивными (показатель активности — 61,3 %, в 1999 году было 60,3 %). Из 49 активных работали 46 человек (26 мужчин и 20 женщин), безработных было 3 (1 мужчина и 2 женщины). Среди 31 неактивной 2 человека были учениками или студентами, 20 — пенсионерами, 9 были неактивными по другим причинам.